# Vaixali
Pronunciação
Vaixali (IAST: Vaiśali) era uma cidade em Biar, Índia, e é agora um sítio arqueológico. É uma parte da divisão de Tirute (Mitila). Foi a capital de Licchavi, considerada um dos primeiros exemplos de uma república, na Confederação Vaji (Vriji)  Mahajanapadas, em torno do século VI a.C.. Foi ali, em 599 a.C., que o 24.° Tirtancara jainista, Baguã Mahavira, nasceu e cresceu em Cundalagrama, tornando Vaixali num sítio de peregrinação piedosa e auspiciosa para jainistas. Também Gautama Buda pregou seu último sermão antes de sua morte, em c. 483 a.C.. Em 383 a.C., o Segundo Concílio Budista foi convocado ali pelo rei Calaxoca, tornando-o um lugar importante tanto na religião jainista como budista. Contém um dos mais bem preservado dos Pilares de Açoca, encimado por um único leão asiático.